# Max von Lichnowsky

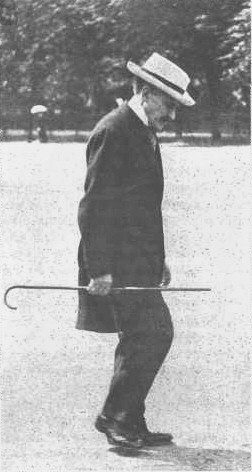
Max von Lichnowsky.

Karl Max Lichnowsky, furst Lichnowsky, född den 8 mars 1860, död den 27 februari 1928, var en tysk furste och diplomat. Han var brorson till Felix von Lichnowsky och sonson till Eduard von Lichnowsky. 
Lichnowsky var från oktober 1912 till första världskrigets utbrott, augusti 1914, tysk ambassadör i London. Han var en varm engelskvän, arbetade ivrigt för tysk-engelskt samförstånd och förhandlade framgångsrikt med engelske utrikesministern Grey om en uppgörelse rörande tyska och engelska intressen i fråga om Bagdadbanan och Portugals afrikanska kolonier. 
Han blev därunder livligt övertygad om fredsvänligheten i Greys utrikespolitik och var av gammalt misstrogen mot Wienkabinettets syften. Åt dessa sina åsikter gav han uttryck i sina depescher och sedermera i skarpare form i den 1916 till självförsvar nedskrivna lilla skriften Meine Londoner Mission 1912–1914.
I denna gav Lichnowsky utan någon grundligare bevisföring Tyskland och Österrike-Ungern all skuld till krigsutbrottet. Skriften var ursprungligen blott avsedd för hans egen vänkrets, men blev så småningom rätt spridd i avskrifter och till sist bekant även i utlandet, där utdrag först publicerades i "Folkets dagblad Politiken". 
Därefter utgavs skriften våren 1918 i Schweiz och spreds av ententepropagandan i massupplagor som ett välkommet vittnesbörd om Tysklands skuld (svensk upplaga samma år). Den verkade på flera håll i Tyskland deprimerande på folkstämningen och framkallade i konservativa och nationalistiska kretsar mycken harm mot Lichnowsky.
Av preussiska herrehuset uteslöts han i juli samma år ur detta och fann sig föranlåten att för en tid framåt bosätta sig i Schweiz. Även på fredskonferensen i Paris 1919 spelade Lichnowskys skrift en roll vid motiveringen av Versaillestraktatens skuldartikel. 
Lichnowsky utgav 1927 en utförligare framställning av krigets förhistoria och sin roll under den kritiska tiden under titeln Auf dem Wege zum Abgrund med underrubriken Londoner Berichte, Erinnerungen und sonstige Schriften. 